# كأس السوبر الإسباني 2013
كأس السوبر الإسباني 2013 النسخة الثامنة والعشرون لنهائيات كأس السوبر الإسباني وجمعت بطل الدوري الإسباني موسم 2012-13 برشلونة وبطل كأس إسبانيا موسم 2012-13 أتلتيكو مدريد ، أُقيمت من مباراتي ذهاب وإياب صيف عام 2013، وحقق برشلونة اللقب بعد أن تعادل الفريقين ذهاباً وإيابًا وبمجموع 1-1 ولكن برشلونة حقق الكأس لتحقيقة هدف خارج ملعبة .

## التفاصيل

### مباراة الذهاب
| أتلتيكو مدريد                          | 1–1 | برشلونة                              |
| -------------------------------------- | --- | ------------------------------------ |
| دافيد فيا 12' · المدرب · دييغو سيميوني |     | نيمار 66' · المدرب · جيراردو مارتينو |

### مباراة الإياب
| برشلونة                | 0–0 | أتلتيكو مدريد        |
| ---------------------- | --- | -------------------- |
| المدرب جيراردو مارتينو |     | المدرب دييغو سيميوني |